# Rinaldo Rinaldini
Rinaldo Rinaldini egy irodalmi karakter Christian August Vulpius "Rinaldo Rinaldini, a rablóvezér" c. regényében, amely 1799-ben jelent meg Lipcsében három kötetben, és a mai napig számos új kiadást élt meg. A 19. század legsikeresebb német rablóregényének tartják.
A keletkezés háttere: Holger Dainat feltételezi, hogy Friedrich Schiller drámája, A haramiák (Die Räuber, 1781) szolgált irodalmi mintaként az anyaghoz, míg Rinaldo alakja maga valós személyekhez, például Angelo Duca olasz útonállóhoz vagy egy bizonyos T(h)om(m)aso Rinaldinihez kapcsolódhat.
Rinaldo a 18. században élt a Nápolyi Királyságában. Ő egy rablóvezér, merész, rettenthetetlen és vakmerő, az Appenninek réme, ugyanakkor szokatlanul passzív:
„Csak akkor aktív, amikor bátorsággal és erővel kell áttörnie az őt körülvevő ellenségek seregén. De ezt a feladatot is egyre inkább titokzatos barátaira és védelmezőire hagyja.”
Látszólagos szabadsága ellenére életét a Fronteja öreg embere által irányított titkos társaság határozza meg. Az öreg azzal a céllal vezeti a szervezetet, hogy felszabadítsa Korzikát a francia uralom alól; azt szeretné, hogy Rinaldo vegye át a mozgalom katonai vezetését. Rinaldo azonban visszautasítja az őt uraló szenvedélyek miatt. Ezek a szenvedélyek részben szerelmi ügyeihez köthetők, amelyek újra és újra felszínre törnek, és megakadályozzák, hogy a Fronteja öregjének terve szerint hőssé váljon. Amikor Rinaldót a király katonái letartóztatják, az öreg agyonlövi őt, hogy megkímélje a kivégzés szégyenétől. A regény folytatásában Vulpius tisztázza Rinaldo származását: ő a Fronteja öreg emberének, a konstantinápolyi szultán unokaöccsének a fia.